# Honda Prologue
Le Honda Prologue est un SUV électrique du constructeur automobile japonais Honda produit à partir de 2022.

## Présentation
Le Honda Prologue est dévoilé en image le 7 octobre 2022 pour une commercialisation sur le marché nord-américain début 2024.

## Caractéristiques techniques
Le Prologue est basé sur la plateforme technique Ultium du constructeur américain General Motors, qu'il partage avec le Chevrolet Blazer EV.